# Афанасій (Паусіус-Кондоїді)
Афана́сій Паусіус-Кондоїді (в миру Анастасій Паусіус-Кондоїді; ?, Кандіді, Греція  - 10 (21) жовтня 1737) — єпископ Суздальський (1735-1737), єпископ Вологодський (1726-1735).

## Біографія
Родом з грецького острова Кандіді. Отримав чудову освіту в Італії і Константинополі.
У 1711 році повернувся на батьківщину, прийняв священство і служив законовчителем князя Антіоха Кантемира.
У 1711 році, в ході Прутського походу, Атанасій був помічений імператором Петром I.
Прибувши до Росії, Кондоїді був спочатку призначений викладачем в Московську духовну академію, а потім визначений протоієреєм Петропавлівського собору в Санкт-Петербурзі.
Йому також було доручено виправлення слов'янського перекладу Біблії, над яким він працював спільно з Феофілактом Лопатинським.
У 1721 році призначений асесором в Святійшому синоді.
12 лютого 1722 пострижений в чернецтво. З 2 березня 1722 року - ігумен Ярославського Толгського монастиря.
8 липня 1723 возведений у сан архімандрита Ярославського Спаського монастиря.
26 грудня 1725 року призначений радником Святійшого синоду. З 15 липня 1726 року - член Святійшого синоду.
9 жовтня 1726 хіротонізований на єпископа Вологодського.
13 червня 1727 звільнений зі Святійшого синоду. З ініціативи єпископа Атанасія і за його безпосередньої участі у Вологді була відкрита перша духовна семінарія. На перших порах сам владика Атанасій викладав в ній латинь, італійську та грецьку мови. При семінарії почала формуватися бібліотека - багатюща на той час. У ній зберігалися твори Гомера, Овідія, Вергілія.
Звернув увагу на негативні тенденції в російській церкві: погіршення становища монастирів і спад чернецтва. Причину такого стану справ Атанасій бачив в руйнуванні монастирського господарства і грубому втручанні держави в церковні справи. Користуючись своїм впливом у Синоді, Атанасій настійно радив ієрархам російської церкви заходи щодо пожвавлення монастирів.
Після кількох попереджень від імператриці Анни Іванівни за підтримку засланого до Вологди опального ростовського єпископа Георгія Дашкова був відсторонений від керівництва Вологодською кафедрою і 17 вересня 1735 переведений на Суздальську.
Помер 10 жовтня 1737 року. Перед смертю єпископ Атанасій заповів передати свою особисту бібліотеку частково в Московську духовну академію, а частково - в Петропавлівський собор.
1. ↑  https://enlightenedmedialities.wikibase.cloud/wiki/Item:Q274